# 三山口車站
三山口車站（日语：／ Mikayamaguchi eki */?）是屬水間鐵道水間線之車站，位於大阪府貝塚市三松。此站站名牌顯示錯誤，無論是平假名或是羅馬拼音，皆將拼作而不是正確的。

## 車站構造
側式月台1面1線的地面車站。無人站。

## 車站周邊
- 國道170号
- 大阪府道40号岸和田牛滝山貝塚線

## 歷史
- 1960年11月23日：設站。

## 相鄰車站
水間鐵道
水間線
三松－三山口－水間觀音

## 相關題目
- 日本鐵路車站列表

1. ↑  大阪府統計年鑑（平成23年）PDF